# Canarium sumatranum
Canarium sumatranum là một loài thực vật có hoa trong họ Burseraceae. Loài này được Boerl. & Koord. mô tả khoa học đầu tiên năm 1910.